# تريسي كوكس
تريسي كوكس (بالإنجليزية: Tracy Cox)‏ هي مغنية أوبرا أمريكية، ولدت في 10 أكتوبر 1985 في دالاس في الولايات المتحدة.